# Сумасшедшая любовь
«Сумасшедшая любовь» (англ. Words on Bathroom Walls; букв. «Слова на стенах ванной») — американский фильм-драма 2020 года, снятый Тором Фройденталем. Сценарий был написан Ником Навадой по одноимённому роману Джулии Уолтон.

## Сюжет
После того, как Адама исключили из средней школы, он, подросток с диагнозом шизофрения, который мечтает стать шеф-поваром, знакомится с Майей, которая вдохновляет его не зависеть от своего состояния. При поддержке своей семьи и нового романа Адам начинает надеяться, что сможет честно рассказать о том, с чем он борется, и одержать победу над трудностями, которые ждут его впереди.

## В ролях
- Чарли Пламмер — Адам Петрацелли
- Тейлор Расселл — Майя
- Энди Гарсия — отец Патрик
- Анна-София Робб — Ребекка
- Бет Грант
- Девон Бостик — Хоакин
- Лобо Себастьян
- Молли Паркер
- Уолтон Гоггинс
- Дрю Шейд — Тед
- Бекка Холлман

## Производство
В феврале 2018 года было объявлено, что Тор Фрейденталь будет режиссёром фильма по сценарию Ника Навады, основанному на одноимённом романе Джулии Уолтон, с продюсированием LD Entertainment. В марте 2018 года Чарли Пламмер и Тейлор Расселл присоединились к актерскому составу фильма. В апреле 2018 года Энди Гарсия, Молли Паркер, Уолтон Гоггинс, Анна-София Робб и Девон Бостик также присоединились к касту. The Chainsmokers и Эндрю Холландер стали авторами музыки к фильму. Это первый раз, когда подобным занималась музыкальная группа. В трейлере представлен сингл The Chainsmokers 2019 года «Push My Luck».
Съёмочный период начался в мае 2018 года. Фильм был снят в Уилмингтоне, штат Северная Каролина.

## Релиз
В июне 2020 года компания Roadside Attractions приобрела права на дистрибуцию фильма и назначила его выход на 7 августа 2020 года, позже дата выхода изменялась, в конечном итоге фильм выйдет в США 21 августа 2020 года.
Премьера трейлера состоялась 15 июля 2020 года. 21 августа 2020 года фильм вышел в США, в России премьера состоялась 3 декабря.